# Samuli Pohjamo
Samuli Pohjamo (* 4. April 1950 in Oulu) ist ein finnischer Redakteur und Politiker sowie derzeitiges Mitglied des Europäischen Parlaments für die Finnische Zentrumspartei, als Teil der Fraktion Allianz der Liberalen und Demokraten für Europa.
Samuli Pohjamo wurde 1950 in Oulu geboren. Er studierte an der Universität Turku und graduierte 1972 als Magister der politischen Wissenschaften. Später ließ er sich in Haukipudas, wo er immer noch lebt, nieder. 1982 bis 1996 war er Mitglied der Gemeindevertretung von Haukipudas. Zuvor war Pohjamo zwischen 1980 und 1986 Geschäftsführer der Bezirksorganisation der Zentrumspartei in Nordösterbotten. 1986 bis 1990 war er als Landwirt tätig. 
1990 wurde Pohjamo Chefredakteur der Zeitung Suomenmaa, dem Hauptorgan der Zentrumspartei. Diesen Posten übte er bis 1999 aus. Nachdem Finnland 1995 Mitglied der Europäischen Union wurde, kandidierte er 1996 für die in Finnland nachträglich abgehaltene Europawahl zum 4. Europäischen Parlament, verfehlte jedoch die nötige Stimmenanzahl. Seit 1996 ist Pohjamo Mitglied des Provinziallandtags Nordösterbotten und seit 1997 auch Stellvertretendes Mitglied des Vorstands des finnischen Kommunalverbands.
Als bei der finnischen Parlamentswahl im März 1999 die Europaabgeordnete Sirkka-Liisa Anttila  in das finnische Parlament gewählt wurde und ihr Mandat für das Europäische Parlament niederlegte, rückte Pohjamo im April für sie dorthin nach. Olli Rehn der ursprünglich für das verwaiste Europamandat vorgesehen war, hatte zuvor darauf verzichtet. Bei der Europawahl 1999 gelang es Pohjamo seinen Sitz im Europäischen Parlament zu halten, bei der darauf folgenden Europawahl 2004 wurde er jedoch nicht wiedergewählt. 
Nachdem der finnische Politiker Paavo Väyrynen 2007 in das finnische Parlament gewählt wurde und somit aus dem Europäischen Parlament ausschied um Außenhandelsminister zu werden, ist Pohjamo seit dem 23. April 2007 erneut Mitglied des Europäischen Parlaments.